# Mexikanisch-portugiesische Beziehungen
Die mexikanisch-portugiesischen Beziehungen beschreiben das zwischenstaatliche Verhältnis zwischen Mexiko und Portugal. Die Länder unterhalten seit 1865 direkte diplomatische Beziehungen.
Die bilateralen Beziehungen gelten als problemlos und gut. Sie sind gekennzeichnet von einem langsam zunehmenden bilateralen Handel und der Partnerschaft in internationalen Organisationen wie dem Iberoamerika-Gipfel, der OECD, der Welthandelsorganisation oder der Lateinischen Union.
2014 waren 1.433 Staatsbürger in portugiesischen Konsulaten in Mexiko registriert. Im Gegenzug waren im Jahr 2015 in Portugal 433 Bürger Mexikos gemeldet, davon 193 in der Hauptstadt Lissabon.
Auf die Anwesenheit von Portugiesen seit dem 16. Jahrhundert in Mexiko gehen auch verschiedene geografische Bezeichnungen in Mexiko zurück, darunter die Ortsnamen Portugués (Bundesstaat Queretaro), El Portugués (Bundesstaat Sinaloa), Lagos (Bundesstaat Jalisco) oder auch Paredes und Silva im Bundesstaat Guanajuato.

## Geschichte

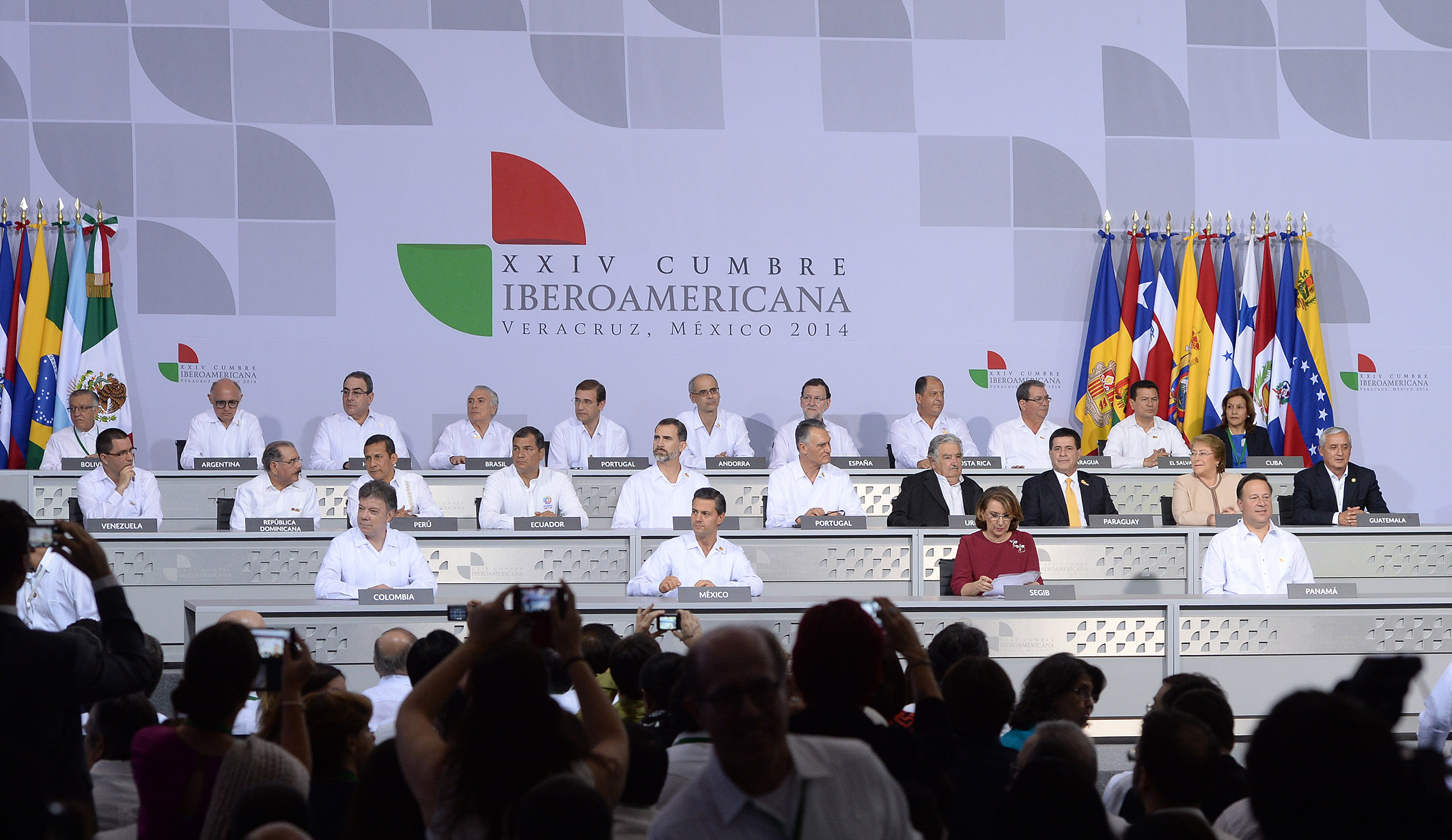
Staatschefs beim Ibero-Amerika-Gipfel 2014 in Mexiko, mit dabei Portugals Premier Pedro Passos Coelho (obere Reihe, 5 v.l.)

Trotz des portugiesisch-spanischen Vertrages von Tordesillas versuchten portugiesische Händler, Handwerker, Söldner und Künstler ihr Glück auch in den Spanien zugewiesenen Teilen Südamerikas, so auch im heutigen Mexiko.
1557 verlegte André de Burgos im portugiesischen Évora das Buch Relaçam Verdadeira dos Trabalhos que ho Governador Dom Fernando de Souto e Certos Fidalgos Portugueses Passarom no Descobrimento da Provincia de Frolida. Der ungenannt gebliebene Autor war ein Adliger aus Elvas, der 1538 mit einer spanischen Amerika-Expedition in Sevilla auslief und 1543 in Pánuco am Golf von Mexiko starb. Das in Portugiesisch mit Einflüssen des Kastilischen geschriebene Buch erschien etwa vier Jahrzehnte später auf Spanisch und wurde mehrfach in Englisch (1609), Französisch (1658) und Niederländisch (1706) übersetzt. 14 Auflagen des Buches sind bekannt. Die Bedeutung der Relaçam liegt vor allem im deutlich höheren Informationsgehalt im Vergleich zu den drei anderen Büchern über die Expedition. Wie häufig zu der Zeit blieb auch hier der Autor unbekannt, um sich so vor politischen und religiösen Anklagen zu schützen.

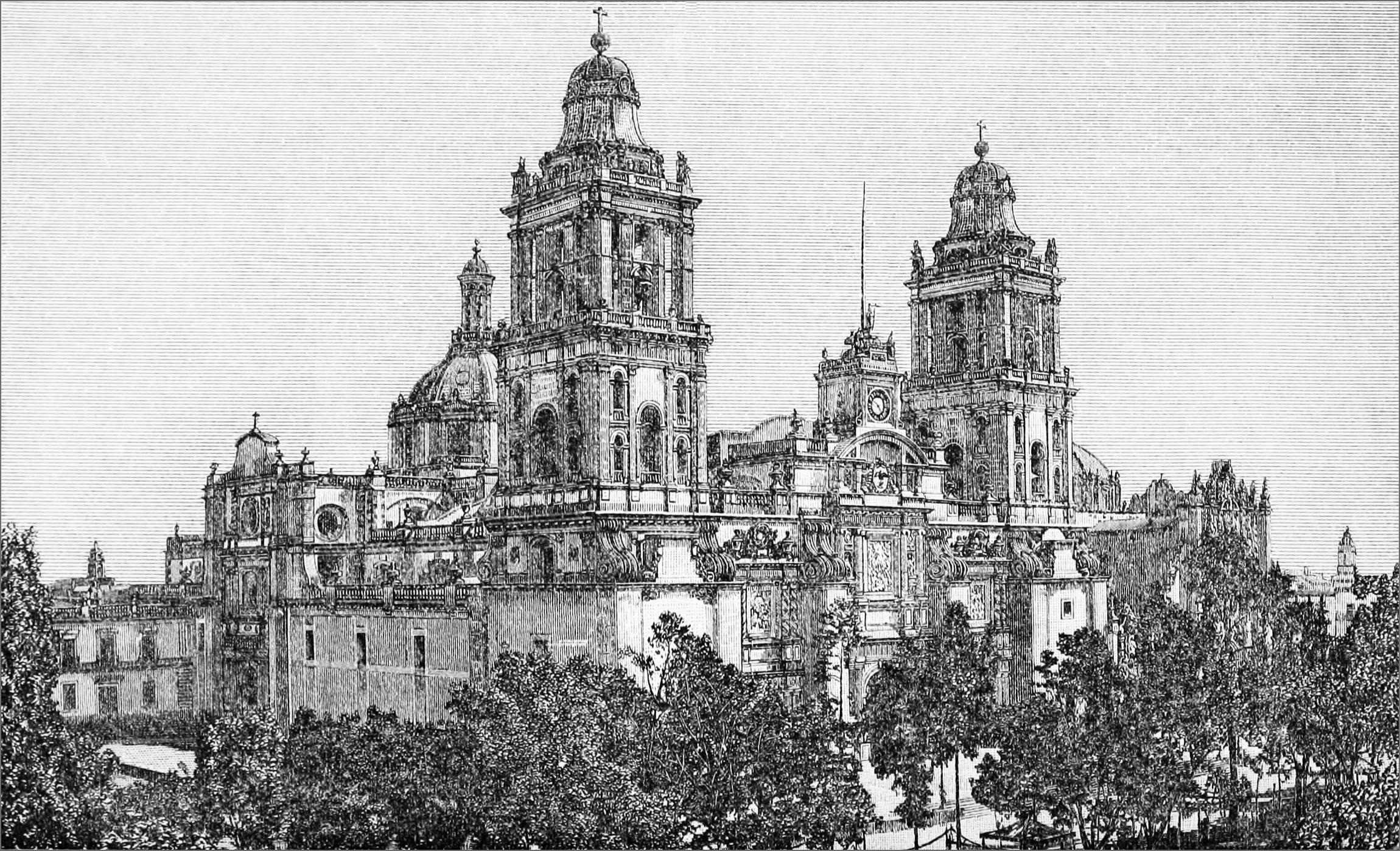
Die Kathedrale von Mexiko-Stadt um 1880

Der portugiesische Architekt Diogo Dias de Lisboa, beteiligt am Bau des Lissabonner Hieronymitenklosters (seit 1983 UNESCO-Weltkulturerbe) und ein Schützling des Rui Gomes da Silva, Prinz von Eboli in Madrid, kam um 1530 nach Mexiko. Im Dienste des Vizekönigs Antonio de Mendoza arbeitete er bei einer Reihe religiöser und ziviler Bauwerke mit. So war er u. a. Baumeister der Steinmetzarbeiten an der Kathedrale von Mexiko-Stadt, errichtete 1532 das Aquädukt von Chapultepec und baute 1535 ein manuelinisches Fenster im Hospital de Jesús Nazareno in Mexiko-Stadt ein. Auf seine Schule gehen zudem weitere Bauten zurück, darunter die semi-manuelinische Fassade der Iglesia de la Inmaculada Concepción in Texcoco und das Portal der Kirche des Franziskanerklosters von Huejotzingo (seit 1994 UNESCO-Weltkulturerbe als Teil der Missionsstationen am Fuße des Popocatépetl).
1865 akkreditierte sich der Visconde de Sotto Mayor beim mexikanischen Kaiser Maximilian I. als erster Botschafter Portugals in Mexiko.
Am 9. August 1913 erkannte Portugal die neue mexikanische Regierung unter Victoriano Huerta an.
Seit den 1990er Jahren begannen sich die vergleichsweise lockeren Beziehungen etwas zu vertiefen, insbesondere seit den regelmäßigen Iberoamerika-Gipfeln. Es folgten häufigere gegenseitige Staatsbesuche. Zuletzt besuchte Mexikos Präsident Enrique Peña Nieto Portugal im Jahr 2014, während Portugals Staatspräsident Marcelo Rebelo de Sousa Mexiko im Jahr 2017 bereiste.

## Diplomatie
Portugal unterhält seine Botschaft im Stadtteil Miguel Hidalgo (Delegación) der mexikanischen Hauptstadt Mexiko-Stadt, Alpes Nummer 1370 in der Col. Lomas de Chapultepec. Daneben bestehen vier portugiesische Honorarkonsulate, in Cancún, Monterrey, Veracruz und Guadalajara, letzteres ist jedoch unbesetzt (Stand Februar 2017).
Mexiko hat seine Botschaft im Stadtteil Benfica der portugiesischen Hauptstadt Lissabon eingerichtet, in der Estrada de Monsanto Nummer 78. Zudem bestehen zwei mexikanische Honorarkonsulate, in Porto und in Faro an der Algarveküste.

Portugiesische Stierkampf-Tradition in Mexiko: eine Gruppe Forcados in Tequixquiac

### Literatur

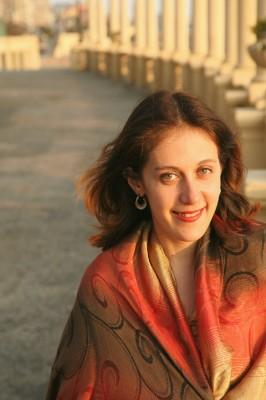
Marcela Ortiz Aznar, Sängerin der mexikanischen Fado-Formatio Poética Saudade Fado Belém

## Kultur

### Institutionen
Das portugiesische Kulturinstitut Instituto Camões ist in Mexiko-Stadt u. a. mit einem Sprachinstitut und einem Lektorat präsent, neben verschiedenen Hochschul-Kooperationen und anderen Projekten.

### Musik
Der portugiesische Komponist, Organist und Kapellmeister Gaspar Fernandes (1566–1629) wirkte auch in Mexiko. Er starb im mexikanischen Puebla.
Portugiesische Musik ist im mexikanischen Alltag nicht sehr präsent, genießt aber eine relativ große Bekanntheit unter Musikfreunden in Mexiko. Dazu beigetragen hat maßgeblich Amália Rodrigues, die hier ab 1953 häufig gastierte und eine Reihe Rancheras aufnahm.
Die portugiesische Gruppe Madredeus hat eine große Anhängerschaft in Mexiko, insbesondere seit Anfang der 2000er Jahre. Nach einem ersten Auftritt 1998 gewann sie eine zunehmende Anhängerschaft und spielte häufig in Mexiko, meist vor ausverkauften Häusern.
Auch die ehemalige Madredeus-Sängerin Teresa Salgueiro genießt hier weiter einige Aufmerksamkeit. 2015 widmete sie ihr erstes spanischsprachiges Album La golondrina y el horizonte 2015 insbesondere Mexiko.
Die mexikanische Sängerin Marcela Ortiz Aznar stellt mit ihrem Fado-Projekt Poética Saudade Fado Belém in Mexiko-Stadt seit 2003 eine Besonderheit dar, da allgemein nur äußerst selten Fado-Sängerinnen bekannt werden, die nicht portugiesischer Abstammung sind.

### Film
Filme beider Länder laufen regelmäßig auf Filmfestivals im jeweils anderen Land. So wurde der Mexikaner Nicolás Pereda 2009 beim wichtigsten portugiesischen Kurzfilmfestival, den Curtas Vila do Conde prämiert, beim Fantasporto erhielten bereits mehrere mexikanische Produktionen Auszeichnungen, und beim Horrorfilmfestival MOTELX ist Mexiko ebenfalls regelmäßig vertreten. Portugiesische Produktionen laufen im Gegenzug häufig beim wichtigsten mexikanischen Festival, dem Festival von Guadalajara. Der Portugiese Luís Filipe Rocha etwa erhielt 2008 den Publikumspreis, und Miguel Gomes wurde dort für Aquele Querido Mês de Agosto ausgezeichnet.
Der mexikanische Kameramann Edmundo Díaz Sotelo arbeitet seit 2001 hauptsächlich für das portugiesische Kino.

## Wirtschaft

### Bilateraler Handel

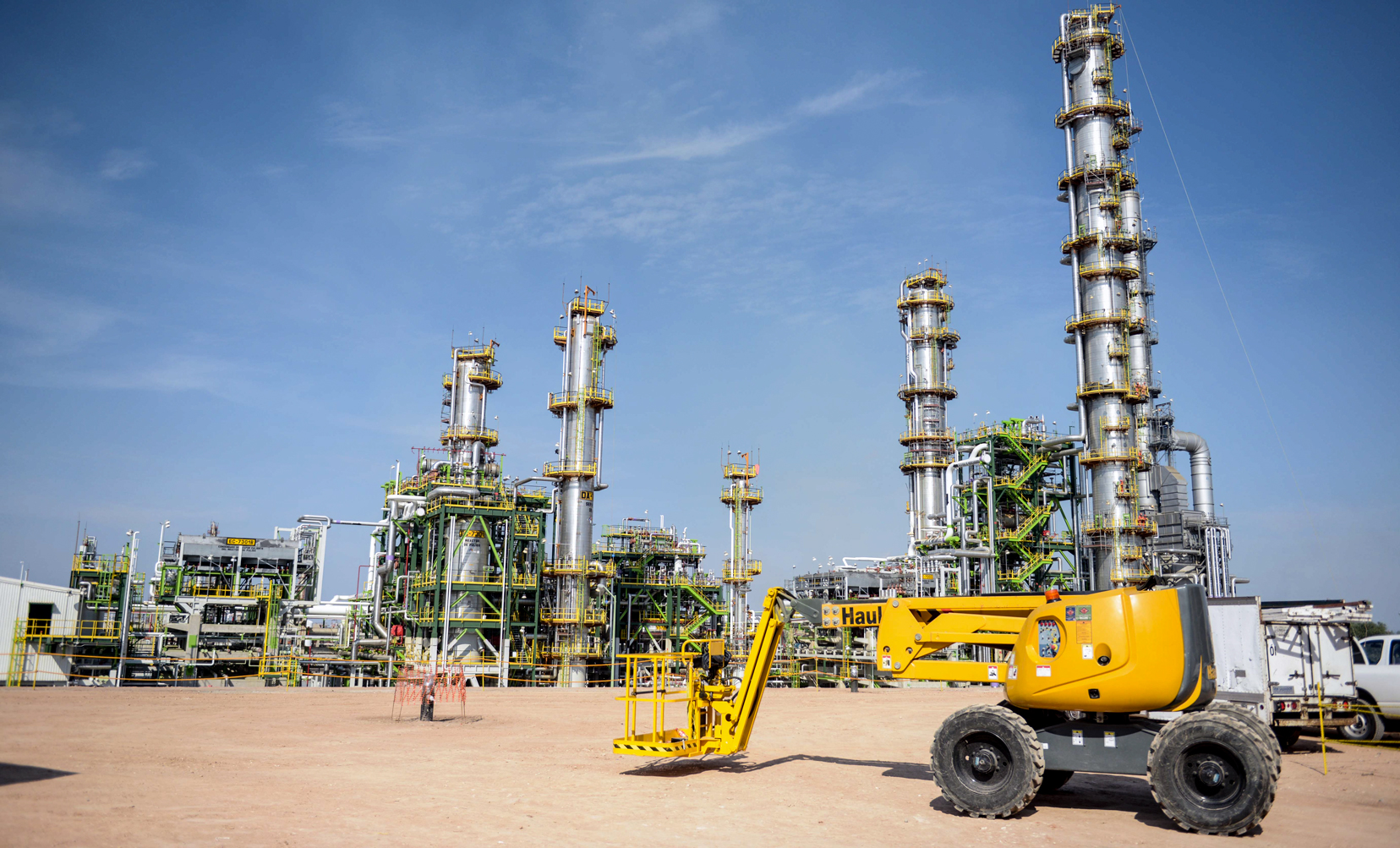
PEMEX-Raffinerie in Tula de Allende, im mexikanischen Bundesstaat Hidalgo: Treibstoffe sind Mexikos bedeutendstes Exportgut nach Portugal

In Lissabon ist die mexikanisch-portugiesische Handelskammer Câmara de Comércio e Indústria Luso-Mexicana ansässig, in der Avenida da República Nr. 58. Die portugiesische Außenhandelskammer AICEP ist in Mexiko mit einem Büro an der Botschaft Portugals vertreten.
Im Jahr 2016 exportierte Portugal Waren und Dienstleistungen im Wert von 272,4 Mio. Euro nach Mexiko (2015: 232,2 Mio.; 2014: 227,4 Mio.; 2013: 217,4 Mio.; 2012: 212,3 Mio.). Von den Waren waren 29,0 % Maschinen und Geräte, 11,6 % Kunststoffe, 11,5 % Metalle und 9,5 % chemisch-pharmazeutische Produkte.
Im gleichen Zeitraum lieferte Mexiko Waren und Dienstleistungen im Wert von 180,0 Mio. Euro an Portugal (2015: 171,6 Mio.; 2014: 67,3 Mio.; 2013: 66,2 Mio.; 2012: 155,8 Mio.). Unter den Waren waren 65,1 % Treibstoffe, 9,5 % Kunststoffe, 7,1 % landwirtschaftliche Erzeugnisse und 6,8 % Optik- und Präzisionsinstrumente.
Im Jahr 2015 stand Mexiko für den portugiesischen Außenhandel an 25. Stelle als Abnehmer und an 36. Stelle als Lieferant. Im mexikanischen Außenhandel 2015 rangierte Portugal an 50. Stelle unter den Abnehmern und an 42. Stelle unter den Lieferanten.

### Tourismus
Der gegenseitige Tourismus ist noch relativ bescheiden, jedoch im Wachstum begriffen.
Mit Übernachtungsausgaben von 11,9 Mio. Euro standen mexikanische Touristen im Jahr 2016 für 0,09 % des portugiesischen Fremdenverkehrs.
Während der Wirtschaftskrise in Portugal ab 2008 ging die Zahl portugiesischer Touristen in Mexiko bis auf rund 17.000 im Jahr 2012 zurück, um seither wieder stetig anzusteigen. Während des Hurrikans Wilma im Sommer 2016 saßen 380 portugiesische Urlauber in Mexiko fest und sorgten für Schlagzeilen in Portugal.

Aufstellung des Spiels Portugal-Mexiko am 21. Juni 2006 in Gelsenkirchen bei der WM 2006

## Sport
Die mexikanische Fußballnationalmannschaft und die portugiesische Auswahl der Männer haben bisher dreimal gegeneinander gespielt (Stand Februar 2017). Erstmals traf man am 6. April 1969 beim Freundschaftsspiel in der portugiesischen Hauptstadt Lissabon aufeinander, es endete 0:0. In den beiden folgenden Begegnungen unterlag Mexiko den Portugiesen.
Mexikanische Spieler laufen häufig für portugiesische Spitzenklubs auf, etwa beim FC Porto (z. B. Héctor Herrera, Jesús Corona, Omar Govea, Miguel Layún, Diego Antonio Reyes, Johan Gómez) oder bei Benfica Lissabon (Raúl Jiménez), aber auch bei kleineren Vereinen wie dem CD Feirense (Antonio Briseño).
Die mexikanische Frauen-Nationalmannschaft und die portugiesische Frauen-Nationalelf sind bisher fünfmal aufeinander getroffen (Stand Februar 2017). Erstmals spielten sie beim Algarve-Cup 2005 in Portugal gegeneinander, Mexiko siegte 2:1. Seither folgten drei weitere mexikanische Siege, einmal behielten die Portugiesinnen die Oberhand.